# گسیکو
گسیکو (به ایتالیایی: Gesico) یک کومونه در ایتالیا است که در استان کالیاری واقع شده‌است.

## خصوصیات
گسیکو ۲۵٫۵ کیلومترمربع مساحت و ۹۵۴ نفر جمعیت دارد و ۳۰۰ متر بالاتر از سطح دریا واقع شده‌است.